# Paulus Pucciarelli
Paulus Pucciarelli, OP (1583–1631) foi um prelado católico romano que serviu como bispo de Andros (1621–1631).

## Biografia
Paulus Pucciarelli nasceu em 1583 e foi ordenado sacerdote na Ordem dos Pregadores. No dia 7 de junho de 1621, foi nomeado Bispo de Andros durante o papado de Paulo V. A 13 de junho de 1621, foi consagrado bispo por Giovanni Garzia Mellini, cardeal-sacerdote de Santi Quattro Coronati com Paolo De Curtis, bispo emérito de Isérnia, e Girolamo Ricciulli, bispo de Belcastro, servindo como co-consagradores. Serviu como bispo de Andros até à sua morte em 1631. Enquanto bispo, foi o principal co-consagrador de Francesco Sperelli, Bispo Coadjutor de San Severino (1621).